# Atomu Tanaka
Atomu Tanaka (jap. 田中 亜土夢 Tanaka Atomu; ur. 4 października 1987) – japoński piłkarz występujący na pozycji pomocnika, obecnie zawodnik Cerezo Osaka.

## Życiorys

### Kariera klubowa
Od 2005 do 2014 roku występował w klubie Albirex Niigata. W latach 2015–2017 był zawodnikiem fińskiego klubu HJK Helsinki.
6 stycznia 2018 podpisał kontrakt z japońskim klubem Cerezo Osaka, umowa do 31 stycznia 2020; bez odstępnego.

### Kariera reprezentacyjna
W 2007 roku Atomu Tanaka zagrał na Mistrzostwach Świata U-20.

## Sukcesy

### Klubowe
Helsingin Jalkapalloklubi
- Zdobywca Pucharu Ligi Fińskiej: 2015
- Zdobywca drugiego miejsca Veikkausliiga: 2016
- Mistrz Finlandii: 2017
- Zdobywca drugiego miejsca Pucharu Finlandii: 2015/16
- Zdobywca Pucharu Finlandii: 2016/17

Cerezo Osaka
- Zdobywca Superpucharu Japonii: 2018
- Zdobywca drugiego miejsca Copa Suruga Bank: 2018